# جيرالد كلايتون
جيرالد كلايتون (بالإنجليزية: Gerald Clayton)‏ هو عازف جاز وعازف بيانو أمريكي، ولد في 11 مايو 1984 في أوترخت في هولندا.

## وصلات خارجية
- جيرالد كلايتون على موقع ميوزك برينز (الإنجليزية)
- جيرالد كلايتون على موقع أول ميوزيك (الإنجليزية)
- جيرالد كلايتون على موقع ديسكوغز (الإنجليزية)